# Sankt Peter ob Judenburg
Sankt Peter ob Judenburg osztrák község Stájerország Mura-völgyi járásában. 2017 januárjában 1110 lakosa volt.  

## Elhelyezkedése

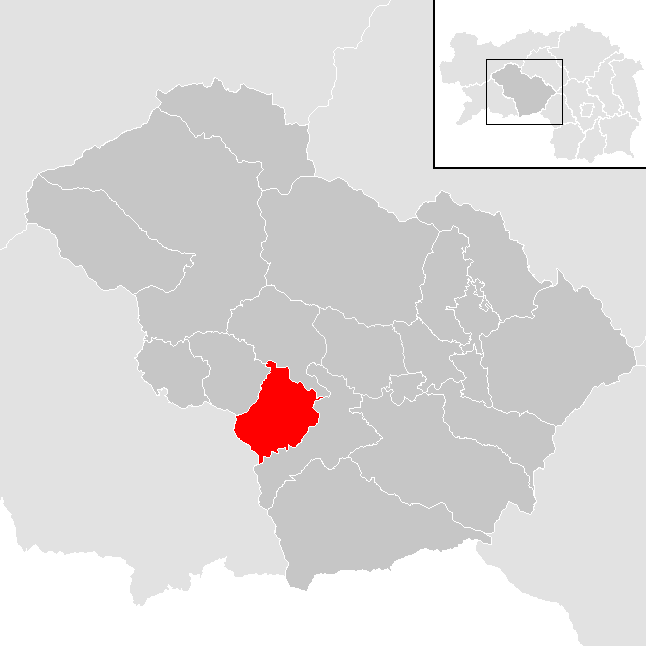
Sankt Peter ob Judenburg a Mura-völgyi járásban

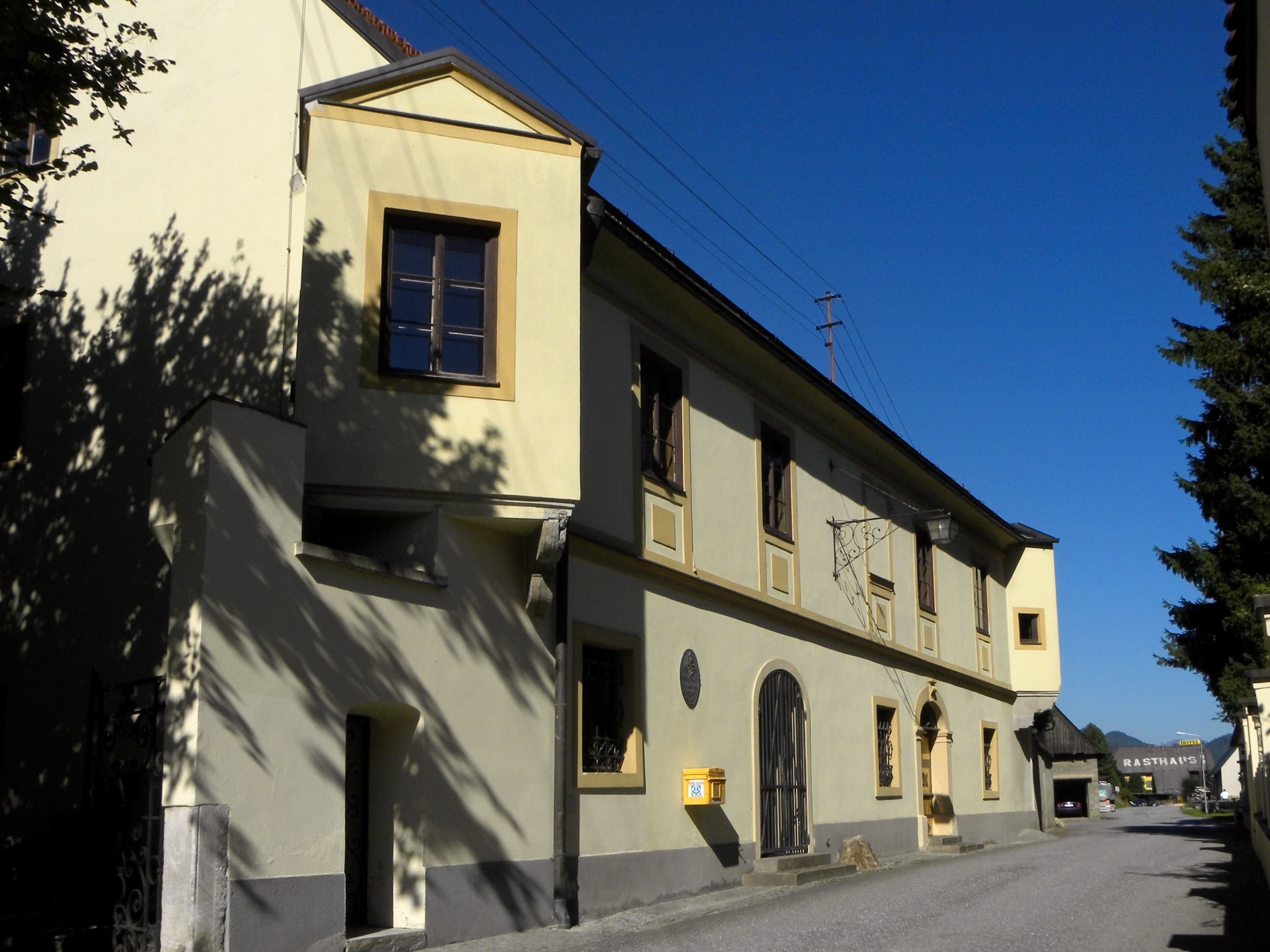
A rothenturmi kastély

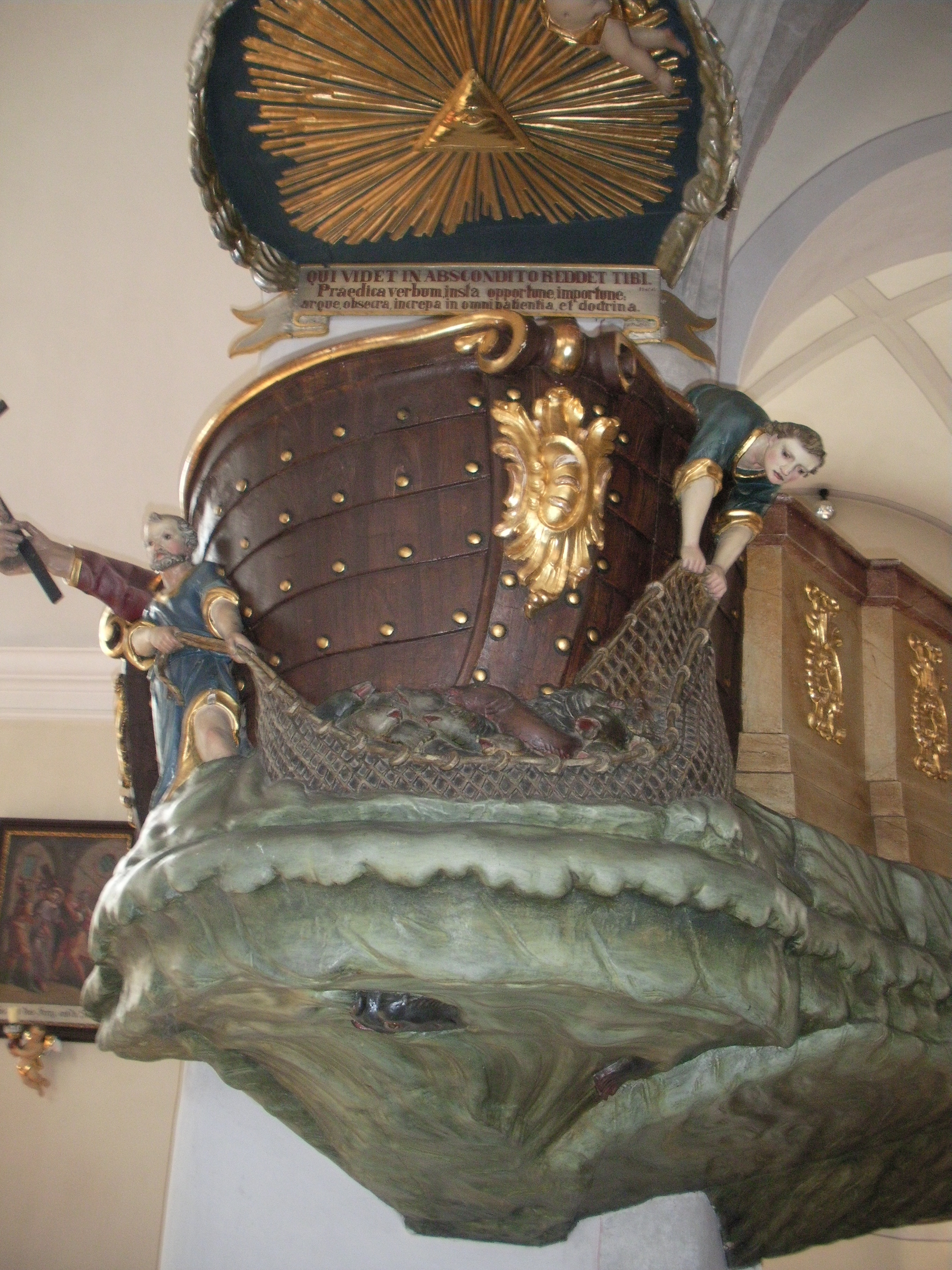
A Szt. Péter-templom halászszószéke

Sankt Peter ob Judenburg a tartomány nyugati részén fekszik, a Mura mentén, Seetali-Alpok északkeleti előhegyeinél. Legmagasabb pontja a 2155 méteres Erslstand. Az önkormányzathoz 4 katasztrális községben (St. Peter, Rothenthurm, Feistritzgraben, Möschitzgraben) 8 település tartozik: Feistritzgraben (81 lakos), Furth (80), Möschitzgraben (65), Mitterdorf (36), Pichl (32), Rach (13), Rothenthurm (436), Sankt Peter ob Judenburg (365).
A környező önkormányzatok: északnyugatra Sankt Georgen ob Judenburg, északra Pöls-Oberkurzheim, délkeletre Judenburg, délnyugatra Scheifling.

## Története
A községi önkormányzat 1849/50-ben jött létre és eredetileg csak St. Peter katasztrális község tartozott hozzá. 1951-ben Pichl község felszámolásakor keleti részét (a nyugati Wöllhöz csatlakozott) St. Peterrel egyesítették. Mai formájában 1971-ben jött létre, amikor Feistritzgraben, Möschitzgraben, Rothenthurm és Sankt Peter ob Judenburg települések számára közös tanácsot hoztak létre. 

## Lakosság
A Sankt Peter ob Judenburg-i önkormányzat területén 2017 januárjában 1110 fő élt. A lakosságszám 1971 óta (akkor 1306 fő) csökkenő tendenciát mutat. 2015-ben a helybeliek 93,9%-a volt osztrák állampolgár; a külföldiek közül 0,8% a régi (2004 előtti), 1,9% az új EU-tagállamokból érkezett. 0,4% a volt Jugoszlávia (Szlovénia és Horvátország nélkül) vagy Törökország, 3% egyéb országok polgára. 2001-ben a lakosok 90,6%-a római katolikusnak, 1,6% evangélikusnak, 6,7% pedig felekezet nélkülinek vallotta magát.

## Látnivalók
- A Szt. Péter-plébániatemplomot a 12. században alapították. Nevezetessége az ún. "halászszószék" Johann Nischlwitzer szobrász 1774-es alkotása. A mennyezeten a 12 apostol freskói láthatóak.
- a rothenturmi kastély először 1494-ben említik, akkor még csak toronyként. 1641 után Andree Eder bővítette ki kastéllyá. Kápolnáját 1647-ben építtette Eva Eder. Mária-szobra a 14. századból származik.
- a műemlék plébánia a 17. század végén épült.
- a régi furthi kovácsműhelyt múzeummá alakították át.

## Fordítás
- Ez a szócikk részben vagy egészben  a   Sankt Peter ob Judenburg című német Wikipédia-szócikk ezen változatának fordításán alapul.  Az eredeti cikk szerkesztőit annak laptörténete sorolja fel. Ez a jelzés csupán a megfogalmazás eredetét és a szerzői jogokat jelzi, nem szolgál a cikkben szereplő információk forrásmegjelöléseként.